# Megtisztulás éjjel-nappal
A Megtisztulás éjjel-nappal (eredeti cím: Forever Purge) 2021-ben bemutatott amerikai disztópikus akció-horrorfilm, melynek rendezője Everardo Gout, forgatókönyvírója James DeMonaco, producere DeManco, Jason Blum és Michael Bay. A filmet eredetileg az utolsó résznek szánták, A megtisztulás éjszakája-franchise ötödik filmjeként, valamint a 2016-os A megtisztulás éjszakája: Választási év közvetlen folytatásaként szolgál. A főszerepben Ana de la Reguera, Tenoch Huerta, Josh Lucas, Cassidy Freeman, Leven Rambin, Alejandro Edda és Will Patton látható.
A filmet a COVID-19 világjárvány miatt az eredeti, 2020. júliusi bemutatót 2021. július 2-ra halasztották.

## Szereplők
- Ana de la Reguera – Adela
- Tenoch Huerta – Juan
- Josh Lucas – Dylan Tucker
- Cassidy Freeman – Cassie Tucker
- Leven Rambin – Harper Tucker
- Alejandro Edda – Trinidad „T.T.” Toledo
- Will Patton – Caleb Tucker
- Sammi Rotibi – Darius Bryant
- Will Brittain – Kirk
- Zahn McClarnon – Chiago Harjo
- Veronica Falcón – Lydia
- Gary Nohealii – Joaquin
- Alfonso Illan – Doroteo Arrango
- Gregory Zaragoza – Xavier
- Jeffrey Doornbos – Elijah „Alpha” Hardin
- Susie Abromeit – "Mother" Hardin
- Shaw Jones – Mercenary Moran
- Yomary Cruz – Latinx Anchor
- Jonathan Joss – Amerikai indián a TV-ben
- Cindy Robinson – Megan Lewis (stáblistán nem szerepel)

## Bevétel
A Megtisztulás éjjel-nappal 44,5 millió dollárt hozott az Amerikai Egyesült Államokban és Kanadában, 32,5 millió dollárt pedig más területeken, ami világszerte összesen 77 millió dolláros bevételt jelentett.
Az Egyesült Államokban és Kanadában a film a Bébi úr: Családi ügy című filmmel együtt került a mozikba a Summer of Soul dokumentum film limitált kibővítésével, és a nyitóhétvégén 10 millió dollár körüli bevételt vártak tőle 3051 moziban. A film az első napon 5,4 millió dollárt hozott, ebből 1,3 millió dollárt a csütörtök esti előzetesekből, ami a franchise legalacsonyabb összege. A film 12,7 millió dollárral debütált, és a harmadik helyen végzett a jegypénztáraknál. A bevételi lista első három helyezett filmje, a Halálos iramban 9., a Családi ügy és a Megtisztulás éjjel-nappal mind az Universal forgalmazásában jelent meg, így 2005 februárja óta először fordult elő, hogy egyetlen stúdiónak sikerült ezt elérnie. A film a második hétvégén 43,1%-kal esett vissza 7,1 millió dollárra, és a negyedik helyen végzett, majd a harmadik hétvégén 4,2 millió dollárt keresett, és végül a hatodik helyen végzett.

### Szereplőválogatás
2019 októberében bejelentették, hogy Ana de la Reguera lesz a film főszereplője. 2019 novemberében Tenoch Huerta kapta meg a férfi főszerepet, ugyanebben a hónapban Will Patton és Cassidy Freeman is csatlakozott a filmhez. 2020 januárjában Leven Rambin szerepet kapott, valamint Josh Lucas főszerepet vállalt.

### Zene
A film zenéjét a The Newton Brothers szerezte.

## Folytatás
A film eredetileg a franchise utolsó részeként készült, azonban Jason Blum producer 2021 júniusában kijelentette, hogy további Megtisztulás éjszakája-filmeket akar készíteni, és azon dolgozik, hogy meggyőzze James DeMonacót a történet folytatásáról. 2021 júliusában DeMonaco megerősítette a hatodik film koncepcióját, amely Frank Grillo karakterére, az Anarchiaból és a Választési évből ismert Leo Barnes-ra fog összpontosítani, valamint egy világszerte zajló megtisztulásra, amely eredetileg A megtisztulás éjszakája tévésorozat lehetséges harmadik évadához készült.